# Ekstraliga baseballowa
Ekstraliga baseballowa – najwyższa klasa rozgrywkowa w polskich rozgrywkach ligowych w baseballu.

## System rozgrywek
Sezon ekstraligi baseballowej rozgrywany jest systemem wiosna-jesień. Obecnie składa się z dwóch runda:
- Runda zasadnicza
- Runda play-off

W trakcie rundy zasadniczej drużyny grają w systemie „każdy z każdym – mecz i rewanż”. Podczas jednego dnia rozgrywane są dwa mecze, każdy trwa po 7 zmian (inningów). Na podstawie wyników meczów powstaje tabela rundy zasadniczej. Zwycięstwo oznacza jeden punkt, porażka – zero punktów (w baseballu nie ma remisów). Od sezonu 2016 ekstraklasa będzie poszerzona o dwa zespoły. W związku z tym w sezonie 2015 żadna drużyna nie spadnie z ekstraklasy. Po sezonie zasadniczym pierwsze cztery drużyny powalczą o mistrzostwo, drużyny z miejsc 5 i 6 zakończą sezon.

## Medaliści
Źródło: 
| Sezon | 1. miejsce           | 2. miejsce                | 3. miejsce                   |
| ----- | -------------------- | ------------------------- | ---------------------------- |
| 1985  | Silesia Rybnik       | LZS Cyprzanów             | Górnik Boguszowice           |
| 1986  | Silesia Rybnik       | Stal Kutno                | TKKF Szeroka                 |
| 1987  | Silesia Rybnik       | Górnik Boguszowice        | Kolejarz Rybnik i Stal Kutno |
| 1988  | Stal Kutno           | GKS Jastrzębie-Zdrój      | Silesia Rybnik               |
| 1989  | Stal Kutno           | Skra Warszawa             | Silesia Rybnik               |
| 1990  | Skra Warszawa        | Stal Kutno                | Silesia Rybnik               |
| 1991  | Stal Kutno           | Skra Warszawa             | Kolejarz Rybnik              |
| 1992  | Stal Kutno           | Skra Warszawa             | Kolejarz Rybnik              |
| 1993  | Skra Warszawa        | Kolejarz Rybnik           | MKS Kutno                    |
| 1994  | Skra Warszawa        | Kolejarz Rybnik           | Silesia Rybnik               |
| 1995  | MKS Kutno            | Skra Warszawa             | BK Jastrzębie-Zdrój          |
| 1996  | MKS Kutno            | Skra Warszawa             | Silesia Rybnik               |
| 1997  | MKS Kutno            | BK Jastrzębie-Zdrój       | Silesia Rybnik               |
| 1998  | BK Jastrzębie-Zdrój  | MKS Kutno                 | Silesia Rybnik               |
| 1999  | BK Jastrzębie-Zdrój  | Silesia Rybnik            | MKS Kutno                    |
| 2000  | BK Jastrzębie-Zdrój  | Jastrząb Jastrzębie-Zdrój | MKS Kutno                    |
| 2001  | BK Jastrzębie-Zdrój  | MKS Kutno                 | Jastrząb Jastrzębie-Zdrój    |
| 2002  | MKS Kutno            | BK Jastrzębie-Zdrój       | Jastrząb Jastrzębie-Zdrój    |
| 2003  | MKS Kutno            | Dęby Osielsko             | Jastrząb Jastrzębie-Zdrój    |
| 2004  | Dęby Osielsko        | Silesia Rybnik            | Jastrząb Jastrzębie-Zdrój    |
| 2005  | MKS Kutno            | Dęby Osielsko             | Jastrząb Jastrzębie-Zdrój    |
| 2006  | MKS Kutno            | Dęby Osielsko             | Demony Miejska Górka         |
| 2007  | MKS Kutno            | Dęby Osielsko             | Demony Miejska Górka         |
| 2008  | MKS Kutno            | Gepardy Żory              | Demony Miejska Górka         |
| 2009  | Demony Miejska Górka | Gepardy Żory              | Stal Kutno                   |
| 2010  | Stal Kutno           | Dęby Osielsko             | Demony Miejska Górka         |
| 2011  | Stal Kutno           | Centaury Warszawa         | Baseball Wrocław             |
| 2012  | Gepardy Żory         | Dęby Osielsko             | Stal Kutno                   |
| 2013  | Centaury Warszawa    | Dęby Osielsko             | Stal Kutno                   |
| 2014  | Stal Kutno           | Baseball Wrocław          | Dęby Osielsko                |
| 2015  | Stal Kutno           | Centaury Warszawa         | Baseball Wrocław             |
| 2016  | Centaury Warszawa    | Stal Kutno                | Silesia Rybnik               |
| 2017  | Silesia Rybnik       | Centaury Warszawa         | Stal Kutno                   |
| 2018  | Silesia Rybnik       | Stal Kutno                | Dęby Osielsko                |
| 2019  | Stal Kutno           | Dęby Osielsko             | Silesia Rybnik               |
| 2020  | Barons Wrocław       | Stal Kutno                | Centaury Warszawa            |
| 2021  | Stal Kutno           | Silesia Rybnik            | Baseball Wrocław             |
| 2022  | Stal Kutno           | Silesia Rybnik            | Centaury Warszawa            |
| 2023  | Stal Kutno           | Gepardy Żory              | Baseball Wrocław             |

## Klasyfikacja medalowa
| Lp.   | Klub                      | 1. miejsce | 2. miejsce | 3. miejsce | Razem |
| ----- | ------------------------- | ---------- | ---------- | ---------- | ----- |
| 1.    | Stal Kutno                | 21         | 7          | 8          | 36    |
| 2.    | Silesia Rybnik            | 5          | 4          | 9          | 18    |
| 3.    | BK Jastrzębie-Zdrój       | 4          | 2          | 1          | 7     |
| 4.    | Skra Warszawa             | 3          | 5          | 0          | 8     |
| 5.    | Centaury Warszawa         | 2          | 3          | 2          | 7     |
| 6.    | Dęby Osielsko             | 1          | 8          | 2          | 11    |
| 7.    | Gepardy Żory              | 1          | 3          | 0          | 4     |
| 8.    | Demony Miejska Górka      | 1          | 0          | 4          | 5     |
| 9.    | Kolejarz Rybnik           | 0          | 2          | 3          | 5     |
| 10.   | Jastrząb Jastrzębie-Zdrój | 0          | 1          | 5          | 6     |
| 11.   | Barons Wrocław            | 1          | 1          | 4          | 6     |
| 12.   | Górnik Boguszowice        | 0          | 1          | 1          | 2     |
| 13.   | GKS Jastrzębie-Zdrój      | 0          | 1          | 0          | 1     |
| 13.   | LZS Cyprzanów             | 0          | 1          | 0          | 1     |
| 15.   | TKKF Szeroka              | 0          | 0          | 1          | 1     |
| Razem | Razem                     | 39         | 39         | 40         | 118   |